# Vasile Stati
Vasile Stati (ur. 20 września 1939 w Cajbie) – mołdawski językoznawca, publicysta, historyk, poeta i polityk; jest autorem pierwszego słownika mołdawsko-rumuńskiego.

## Życie
Vasile Stati pochodzi z wieloetnicznej, mołdawsko-rosyjskiej rodziny. Studia ukończył na Państwowym Uniwersytecie w Kiszyniowie, na Fakultecie historyczno-filologicznym, w Sekcji Języka i Literatury Mołdawskiej. Jego profesorami byli m.in.: Nicolae Corlăteanu, Vasile Coroban, T. Vasilieva i P. Mezențev. Był współpracownikiem Instytutu Języka i Literatury przy Mołdawskiej Akademii Nauk, gdzie pracował w sektorze dialektologii pod kierownictwem Rubina Udlera. W 1972 roku otrzymał tytuł doktora nauk filologicznych. Od 1992 roku mieszka w Moskwie, gdzie pracuje w Instytucie Etnograficznym im. Nikołaja Mikłucho-Makłaja przy Akademii Nauk Federacji Rosyjskiej.

## Twórczość
Zajmuje się przede wszystkim historią Mołdawii i języka mołdawskiego. Stati uważa, że mołdawski nie musi być traktowany jako jeden z dialektów języka rumuńskiego. Jest wręcz przeciwnego zdania – we wstępie do swojego Słownika mołdawsko-rumuńskiego stwierdza, że to język rumuński jest dialektem języka mołdawskiego, z którego się rozwinął. Jego argumentami są:
- fakt, iż rumuński język literacki wykształcił się głównie na podstawie narzecza mołdawskiego, którym posługiwali się tacy rumuńscy pisarze jak: Vasile Alecsandri, Ion Creangă, Mihai Eminescu, Dymitr Kantemir, Liviu Rebreanu, Mihail Sadoveanu i wielu innych
- większa archaiczność mołdawskiej wersji języka literackiego
- większa naturalność języka mołdawskiego, który częściowo uniknął reromanizacyjnych działań językowych w XIX wieku oraz naturalność nazwy "język mołdawski" (nazwa używana od XVI wieku), która jest starsza od nazwy "język rumuński" (nazwa używana od XIX wieku).

Wbrew powszechnie panującej w Rumunii opinii, Vasile Stati nie traktuje rumuńskiego i mołdawskiego jako dwóch całkowicie odrębnych języków. W jednym z napisanych przez niego wierszy pt. Mama limbii românești język mołdawski jest nazwany "matką" języka rumuńskiego.

## Dzieła
- 1974 – Împrumuturi slave în graiurile moldovenești. "Zapożyczenia słowiańskie w języku mołdawskim" (w cyrylicy).
- 1988 – Limba moldovenească și răuvoitorii ei (Kiszyniów). "Język mołdawski i jego wrogowie".
- 1991 – Moldovenii din stînga Nistrului (Kiszyniów). "Mołdawianie na lewym brzegu Dniestru".
- 1995 – Moldovenii la răsărit de Nistru (Kiszyniów). "Mołdawianie zza Dniestru".
- 1998 – Istoria Moldovei în date (Kiszyniów). "Historia Mołdawii w datach"
- 2002 – Istoria Moldovei (Kiszyniów: Vivar-Editor). "Historia Mołdawii"; wydane w językach mołdawskim i rosyjskim.
- 2002 – Moldovenii la est de Nistru. "Mołdawianie na wschód od Dniestru".
- 2003 – Dicționar moldovenesc-românesc (Kiszyniów: Biblioteca PRO MOLDOVA, Tipografia Centrală, 347 stron; około 19 tysięcy haseł). "Słownik mołdawsko-rumuński"; na okładce słownika są umieszczone informacje biograficzne o autorze.
- 2004 – Istoria Republicii Moldova din cele mai vechi timpuri pînă în zilele noastre (Kiszyniów: Editura Elan Tipograf). "Historia Republiki Mołdawskiej od czasów najdawniejszych do nam współczesnych".
- 2004 – Ștefan cel Mare. Voievodul Moldovei (Kiszyniów). "Stefan Wielki. Wojewoda mołdawski"; wydane w językach mołdawskim i rosyjskim.
- 2007 – Moldovenii din Ucraina. Studiu istorico-geografic și etnodemografic (Kiszyniów: Biblioteca PRO MOLDOVA, Tipografia Centrală, 484 strony). "Mołdawianie z Ukrainy. Studium historyczno-geograficzne i etnodemograficzne."